# 1830 en Italie
Chronologie de l'Italie
- 1826
- 1827
- 1828
- 1829
- 1830
- 1831
- 1832
- 1833
- 1834

## Événements
- 13 novembre : Giuseppe Mazzini est arrêté et emprisonné à Savone[1]. Libéré le 9 décembre, il part en exil à Marseille.
- Décembre : Ciro Menotti fonde à Paris un comité chargé d’organiser à Bologne, Parme, Mantoue et en Romagne une série de noyaux révolutionnaires avec pour mot d’ordre « indépendance, union et liberté »[2].

## Culture

### Opéras créés en 1830
- 11 mars : I Capuleti e i Montecchi (Les Capulets et les Montaigus), opéra en deux actes de Vincenzo Bellini, livret de Felice Romani[3], d'après les sources italiennes de l'histoire de Roméo et Juliette[4], créé à La Fenice de Venise[3].

## Naissances en 1830
- 5 juin : Carmine Crocco, hors-la-loi, figure majeure du brigandage post-unitaire dans la région de la Basilicate. († 18 juin 1905).
- 7 décembre : Luigi Cremona, mathématicien et homme politique. († 10 juin 1903)

## Décès en 1830
- 11 février : Johann Baptist von Lampi, peintre autrichien d'origine italienne (° 31 décembre 1751).
- 24 février : Gaspare Landi, peintre italien (° 6 janvier 1756).
- 18 novembre : Franco Andrea Bonelli, ornithologue et collectionneur italien (° 10 novembre 1784).
- 30 novembre : Pie VIII, pape, né Francesco Saverio Maria Felice Castiglioni (° 20 novembre 1761).